# Brachionus schwoerbeli
Brachionus schwoerbeli är en hjuldjursart som beskrevs av Koste 1988. Brachionus schwoerbeli ingår i släktet Brachionus och familjen Brachionidae. Inga underarter finns listade i Catalogue of Life.